# Па Чай
Па Чай, Батчай или Па Чай Вуэ (Paj Cai Vwj, Puas Cai Vue, Batchai) — предводитель хмонгов во время восстания против французских властей во Французском Индокитае с 1918 по 1921 годы, которое получило название Восстание сумасшедшего. Он почитается как национальный герой хмонгов, во французской литературе он приобрёл славу сумасшедшего.

## Политическая ситуация
Первая мировая война тяжело подорвала французскую экономику, что отразилось на колониях. В 1918 французы ввели непосильные налоги на местное население, пытаясь сделать колонии более рентабельными. Те, кто не мог расплатиться с налогами серебром или опиумом, вынуждены были даже продавать своих детей; колониальные власти стали активно использовать принудительные работы.

## Биография

### Юность
Па Чай был сиротой, он вырос в провинции Лаокай в семье своего дяди Сао Чу Вуэ (Xauv Tswb Vwj). Он с детства был прирождённым лидером. Он нередко демонстрировал эффектные зрелища — например, запрыгивал на крышу дома и взрывал ватный шар. Хмонги стали приписывать ему сверхъестественные силы. Он женился, у него появился сын. Он при этом проявлял большую общественную активность. Он заявил, что общается с Богом, который защитит хмонгов, сделает их богатыми и здоровыми, и освободит их от таи и французов. Он учил хмонгов письму. Его последователи почитали его подобно мессии.
Ему удалось поднять и объединить большое количество хмонгов против французского владычества. Движение охватило север Лаоса и север Вьетнама, а такее юг Китая. Восстание, поднятое Па Чаем, освещалось во французской литературе как «Восстание сумасшедшего» (фр. Guerre Du Fou, Nrog Paj Cai).

### Восстание
К началу восстания хмонги разделились на две противоборствующие группировки — тех, кто ненавидел французский режим (и пострадал от налогов, а также от лаосских сборщиков налогов), и тех, кто был удовлетворён французскими властями.
Восстание было чисто хмонгским движением. Хмонги использовали оружие собственного производства, порох был усовершенствован и давал большой взрывной эффект. Была разработана эффективная тактика ведения партизанской войны в джунглях, которая поначалу привела французов в замешательство. Франция при этом одновременно вынуждена была вести войну в Европе.

### Смерть
Согласно рассказам, бытующим среди хмонгов, Па Чай был убит по французскому плану. Зная о вражде между народами Кхму и Хмонг, они привлекли наёмников из Кхму, чтобы разыскать Па Чая. По другим рассказам, они подкупили кого-то из близких Па Чая. Известно имя только одного из четырёх убивших Па Чая — Кхау Куам Лис. Когда Па Чай нёс своего сына на спине к своей хижине в Муонг Хеуп (недалеко от города Луанг-Прабанг), где он скрывался, его подстерегли в засаде. Он был убит вместе с сыном выстрелом из ружья 17 ноября 1921. У него отрезали голову, и вместе с его ружьём принесли на освидетельствование французским властям.
После смерти Па Чая противостояние между хмонгами продолжалось. Поначалу сторонники Па Чая преследовались. Позднее племянник Па Чая Тоуби Лифонг приобрёл власть и стал сражаться против японцев и коммунистов.
Хмонги назвали в честь Па Чая траву с маленькими красными цветочками — «Нродж Па Чай», которая цветёт зимой в декабре — январе.
Коммунистическое правительство Лаоса сформировалось из хмонгов эскадрона имени Па Чая.

## Ссылка
- Rog Paj Cai. hmongcenter.org. Архивировано 27 сентября 2007 года.